# Axel Springer Stiftung
Die Axel Springer Stiftung ging 1966 aus der 1953  gegründeten Stiftung DIE WELT hervor. Sie wurde nach dem Verleger Axel Springer, dem Gründer der Axel Springer AG, benannt.
Die in Berlin ansässige Stiftung unterstützt wissenschaftliche, karitative und gemeinnützige Ziele. Dazu gehören Forschungsprojekte, Dissertationen, Tagungen, Kunst und Kulturgüter. Neben der Gesundheits- und Jugendpflege werden auch bedürftige Einzelpersonen wie ehemalige Schauspieler, Journalisten und Flüchtlinge unterstützt. Ein Schwerpunkt der Stiftungsarbeit liegt in Israel, dazu gehören auch die Ausstattungen von Kliniken und sozialen Einrichtungen, die von der arabischen Bevölkerung genutzt werden, sowie israelisch-arabische Koexistenz Programme. Zu den expliziten Stiftungszwecken gehören die Förderung der Toleranz, der Aussöhnung zwischen Juden und Deutschen und die Unterstützung der Lebensrechte des israelischen Volkes.

## Geförderte Projekte (Auswahl)
- Stahlplastik Têtes et Queue von Alexander Calder (1965) an die Stiftung Preußischer Kulturbesitz 1966
- Leihgabe der Stradivari „König Maximilian“ von 1709 an Michel Schwalbé von 1966 bis 1992

## Personen
Von 1968 bis 1980 war Hans Eberhard Friedrich Vorsitzender des Vorstands der Stiftung, von 1981 bis 2010 war es Ernst Cramer. Friede Springer ist jetzt Vorsitzende des Vorstands.